# Gerencsér (Szlovákia)
Gerencsér (szlovákul Hrnčiarovce nad Parnou) község Szlovákiában, a Nagyszombati kerületben, a Nagyszombati járásban.

## Fekvése
Nagyszombattól 3 km-re délnyugatra fekszik.

## Nevének eredete
Neve a szláv eredetű gerencsér (= fazekas) foglalkozásnévből származik.

## Története
A falu a 11. században már biztosan létezett. Királyi szolgálatban állott fazekasok települése volt. Királyi birtok, majd a veszprémi apácák birtoka. Plébániája 1215-ben már megvolt, temploma gótikus.
Vályi András szerint „GERENCSÉR. Hrancserovics. Hrenkarovtze. Népes tót falu Posony Vármegyében, földes Ura Nagy Szombat városa, lakosai katolikusok, kik többnyire országos fuvarosok, fekszik Nagy Szombathoz fél órányira, szántó földgyei három dűlőre lévén fel osztva tűrhető termést szoktak adni; de kaszállóban, fában, és marha legelő mezőben igen héjjánosak, vagyonnyaik eladására jó módgyok van, második Osztálybéli.”
Fényes Elek szerint „Gerencsér, (Hrncsarovcze), tót falu, Pozson-, az uj r. szer. F. Nyitra vmegyében, N. Szombathoz 1/2 órányira, a pozsonyi országut mellett. Fekszik egy kies termékeny rónaságon, melly különösen szép rozst, búzát terem. Lakosai kik 1058 lélekre mennek katholikusok, s fuvarozásból szép summa pénzt kapnak. Van egy kath. paroch. temploma. F. u. Nagy-Szombat.”
A trianoni békeszerződésig Pozsony vármegye Nagyszombati járásához tartozott.

## Népessége
| Év:            | 1994. | 2004.   | 2014.   | 2024.   |
| -------------- | ----- | ------- | ------- | ------- |
| Emberek száma: | 1991  | 2067    | 2250    | 2231    |
| Eltérés:       |       | +3,81 % | +8,85 % | -0,84 % |

| Év:            | 2023. | 2024.   |
| -------------- | ----- | ------- |
| Emberek száma: | 2229  | 2231    |
| Eltérés:       |       | +0,08 % |

1910-ben 1712, túlnyomórészt szlovák lakosa volt.
2001-ben 2033 lakosából 2018 szlovák volt.
2011-ben 2170 lakosából 2116 szlovák.

## Neves személyek
- Itt szolgált Nemecskay István prépost, kanonok.

## Nevezetességei
- Szent Márton tiszteletére szentelt gótikus, római katolikus temploma.